# Danique Kerkdijk
Danique Kerkdijk (Olst, 1996. május 1. –) világbajnoki ezüstérmes holland női válogatott labdarúgó. A Brighton & Hove Albion hátvédje.

## Pályafutása

### A válogatottban
2015. szeptember 17-én Fehéroroszország ellen játszotta első válogatott mérkőzését.

## Sikerei

### Klubcsapatokban
Belga-Holland bajnok (2):
- FC Twente (2): 2012–13, 2013–14

 Belga-Holland bajnoki ezüstérmes (1):
- FC Twente (1): 2014–15

 Belga-Holland szuperkupa döntős (1):
- FC Twente (1): 2011

 Holland bajnok (3):
- FC Twente (3): 2013–14*, 2014–15*, 2015–16[3]

 Holland kupagyőztes (1):
- FC Twente (1): 2014–15

 Holland kupadöntős (1):
- FC Twente (1): 2012–13

### A válogatottban
Hollandia
- Világbajnoki ezüstérmes: 2019
- U19-es Európa-bajnok: 2014
- Algarve-kupa győztes: 2018